# (636) Erika
(636) Erika ist ein Asteroid des Hauptgürtels, der am 8. Februar 1907 vom US-amerikanischen Astronomen Joel H. Metcalf in Taunton entdeckt wurde.
Die Herkunft des Namens ist unbekannt.